# 102 a.C.
Il 102 a.C. (CII a.C. in numeri romani) è un anno  del II secolo a.C.

## Eventi
- Battaglia di Aquae Sextiae: Gaio Mario sconfigge i Teutoni e gli Ambroni
- I Cimbri invadono l'Italia

## Nati
- Quinto Tullio Cicerone, politico romano († 43 a.C.)
- Giulia minore, romana († 51 a.C.)

## Morti
- Gaio Lucilio, poeta romano